# 日の出楼
株式会社日の出楼（ひのでろう）とは、徳島県徳島市に店舗を置く和菓子店。

## 概要
鳴門わかめを用いた「和布羊羹」（わかめようかん）で知られる老舗和菓子店。1852年（嘉永5年）に金刀比羅神社門前にて開業。創業当事は餅屋で、戦前の阿波踊りの歌にも「日の出は餅屋じゃ」と詠まれている。1962年（昭和37年）に株式会社化。
名物の和布羊羹は2代目と3代目が1910年（明治43年）に完成させた品で、1977年（昭和52年）の第19回全国菓子大博覧会において名誉総裁賞を受賞。徳島で晩年を過ごしたヴェンセスラウ・デ・モラエスにも好まれたとされる。
もう1つの名物「愛慕栗」（あいぼくり）は5代目が完成させたそば粉を用いた薯蕷饅頭。1984年（昭和59年）の第20回全国菓子大博覧会にて厚生大臣賞を受賞。

## 主な商品
- 和布羊羹[1]
- 愛慕栗[1]
- ももいちご大福[1]
- なめらかぷりん[1]
- 阿波の不老柿